# Polystichum cheilanthoides
Polystichum cheilanthoides är en träjonväxtart som beskrevs av Edwin Bingham Copeland. Polystichum cheilanthoides ingår i släktet Polystichum och familjen Dryopteridaceae. Inga underarter finns listade.